# Fred Schmidt
Fred Schmidt (Estados Unidos, 23 de octubre de 1943) es un nadador estadounidense retirado especializado en pruebas de estilo mariposa, donde consiguió ser campeón olímpico en 1964 en los 4 x 100 metros estilos.

## Carrera deportiva
En los Juegos Olímpicos de Tokio 1964 ganó la medalla de bronce en los 200 metros mariposa, con un tiempo de 2:09.3 segundos, tras el australiano Kevin Berry y su compatriota estadounidense Carl Robie; en cuanto a las pruebas por equipo, ganó el oro en los relevos de 4 x 100 metros estilos, por delante de Alemania y Australia.
Y en los Juegos Panamericanos de 1963 celebrados en Sao Paulo ganó la plata en los 200 metros estilo mariposa.